# Theodor Tobler
Theodor Tobler (* 24. Januar 1876 in Bern; † 4. Mai 1941 ebenda; heimatberechtigt in Lutzenberg AR) war ein Schweizer Unternehmer. Er wurde bekannt als Erfinder der Toblerone-Schokolade.

## Leben
Theodor Tobler wuchs als Sohn des Chocolatiers und Zuckerbäckers Johann Jacob (genannt Jean) Tobler, und der Adeline Baumann, verwitwete Lorenz, in der hinteren Länggasse in Bern auf. Im Jahr 1903 heiratete er Theda Born, Tochter von Emil Born, Architekt. Eine zweite Ehe ging er 1919 mit Bertha Eschmann, Tochter von Heinrich Eschmann, ein.
1885 kam der neunjährige Tobler in die Lerberschule, die hauptsächlich von Angehörigen der höheren Stände besucht wurde. Tobler  erlebte als Sohn eines Gewerbetreibenden die Ungerechtigkeit der Standesunterschiede und fühlte sich diskriminiert unter den Patriziersöhnen.
Mit 16 Jahren verliess er vorzeitig die Schule, arbeitete als kaufmännischer Praktikant in einer Genfer Weinhandlung und danach in einer Kirchenkerzenfabrik in Venedig. Gemeinsam mit seinem Vater, der 1867 ein Konditorei in Bern übernommen hatte, gründete er 1899 eine Schokoladenfabrik (Tobler & Cie.), nachdem er im Jahr 1894 ins väterliche Geschäft eingetreten war. Tobler gefiel sich als innovativer, dynamischer und risikobereiter Unternehmer, hielt über seine Tätigkeit Vorträge und publizierte Aufsätze.
Ab 1902 war er Mitglied der Freimaurerloge zur Hoffnung in Bern. Der sozialreformerische Unternehmer engagierte sich auch in der Friedens- und Paneuropabewegung.

## Die Toblerone
Als sein Produktionsmanager von einer Frankreichreise eine damals für Tobler noch unbekannte Kombination aus Nougat, Honig, Zucker und Mandeln mitbrachte, bewegte dies Tobler und seinen Cousin Emil Baumann dazu, eine Reihe von Experimenten mit diesen Zutaten durchzuführen, bis er eine bislang einzigartige Kombination aus Schokolade und Nougat schuf. Er gab ihr den Namen Toblerone, eine Wortkombination aus seinem Nachnamen Tobler und Torrone, dem italienischen Namen für Nougat. Um die Entstehung der dreieckigen Form ranken verschiedene Legenden. Demnach soll das Matterhorn Tobler inspiriert haben. In anderen Versionen sind zu einer Pyramide aufgetürmte Tänzerinnen das Vorbild für die Toblerone oder das Dreieck als freimaurerisches Symbol. Möglich ist auch, dass die Form der Toblerone einer 1908 bereits existierenden Verpackung nachempfunden ist: Von Daniel Peter war das Produkt Delta Peter auf dem Markt, ein Milchschokoladepulver in dreieckiger Verpackung. Innovativ waren vor allem die Zacken der Toblerone.
1909 erhielt Tobler ein Patent für den Herstellungsprozess seiner Neuentwicklung. Es war die erste Schokolade, die Honig und Mandeln enthielt. Die Toblerone entwickelte sich später zum Zugpferd in Toblers Sortiment. Die Nachfrage stieg stetig, und Tobler expandierte, durch den Abbau der Zollschranken begünstigt, auf den europäischen Markt. Seine Risikobereitschaft erwirkte ein schnelles Wachstum seiner Firma, verschaffte ihm jedoch in den eigenen Reihen auch Feinde.

## Rücktritt als Firmenchef
Die Weltwirtschaftskrise liess Toblers Risikostrategie endgültig scheitern. 1933 musste er auf Druck der Banken als Direktor des Schokoladeunternehmens zurücktreten. 1933 verliess er die sanierungsbedürftige Firma und kaufte im Jahr 1934 die Zuckerwarenfirma Klameth in Bern. 1934 trat Tobler als Zeuge am Berner Zionistenprozess auf. Im Jahr 1937 gründete er die Typon AG in Burgdorf. Diese stellte Filme für die grafische Industrie her. Tobler hatte mit neuen Produkten und innovativen Werbemethoden Erfolg.
Als Mann, der sich über seine Fabrik definierte, erholte sich Tobler jedoch bis zu seinem Tod im Jahr 1941 nicht von dem Schlag, den ihm der unfreiwillige Abgang bei Chocolat Tobler versetzt hatte.

## Schriften
- Kakao, Chocolade und schweizerische Chocolade-Industrie. Auszugsweise Wiedergabe eines Vortrags gehalten […] im Schosse des Bernischen Vereins für Handel und Industrie, Bern 1914.
- Der Kakao, die schweizerische Schokolade-Industrie und ihre Verbreitung im Ausland, Bern 1917.
- Das Problem der Arbeitslosigkeit und der Arbeitslosenfürsorge, Bern 1922.
- Arbeitszeit und Arbeitslohn, Bern 1924.
- Bausteine zu einer neuen Welt. Freimaurerische Reden und Gedanken, Bern-Leipzig 1926.
- Produktion und Wirtschaft im Zeichen einer neuen Zeit, Bern 1926.
- Wirtschaftsphilosophie, Leipzig 1926.
- Der Rohcacao und die schweizerische Chocolade-Industrie, Bern 1928.
- 32 Jahre Industriellen-Arbeit. Ein Querschnitt durch die Entwicklung des Tobler-Unternehmens, Bern 1935.